# Gul hålblomfluga
Gul hålblomfluga (Mallota megilliformis) är en tvåvingeart som först beskrevs av Fallen 1817.  Gul hålblomfluga ingår i släktet hålblomflugor, och familjen blomflugor.
Artens utbredningsområde är Sverige. Enligt den finländska rödlistan är arten nära hotad i Finland. Enligt den svenska rödlistan är arten sårbar i Sverige. Arten förekommer i Svealand, Nedre Norrland och Övre Norrland. Arten har tidigare förekommit i Götaland men är numera lokalt utdöd. Artens livsmiljö är naturlundskogar. Inga underarter finns listade i Catalogue of Life.